# Оборона північно-східної України
Оборона північно-східної України також Боротьба з червоним московським військом на Лівобережжі, Лівобережний фронт УНР — оборонна операція частин Армії Української держави, а пізніше Армії Української Народної Республіки під командуванням Петра Болбочана які протистояли частинам РСЧА Українського фронту РРФР під командуванням Антонова-Овсієнка.

## Сили сторін

### Армія УНР
Після антигетьманського повстання, яке на Лівобережжі сталася 17 листопада 1918 року, головнокомандувачем військ Армії УНР на Лівобережній Україні (Чернігівська, Харківська, Полтавська, губернії і Бахмутський і Слов'яносербський повіти) був призначений полковник Петро Болбочан.
- Штаб Лівобережного фронту (11.1918-02.1919)
- Запорізький корпус армії УНР — Болбочан Петро Федорович, з 22 січня Волох Омелян Іванович
- Корпус Січових Стрільців — Коновалець Євген Михайлович
- Залізничний корпус
- 4-я Сіра дивізія — Пузіцькій Антон Олексійович
- частина 9-ї пішої дивізії — Грудина Григорій Омелянович
- частина 10-ї пішої дивізії
- частина 6-го Полтавського корпусу
- Харківський Слобідський кош — Кобза Іван Іванович
- Окремий Чорноморський кіш — * Чернігівський кіш Вільного козацтва
- 1-й полк Синьожупаників
- Група полковника Аркаса — Аркас Микола Миколайович
- Група отамана Сушко — Сушко Роман Кирилович
- Група отамана Рогульського — Рогульській Іван Васильович

Прикордонні частини:
- 4-я Сіверська прикордонна бригада — Самойлов Микола Олексійович
- 9-я Курська прикордонна бригада — Бородич Костянтин Федорович
- 6-я Хоперский прикордонна бригада — Кобилецький Юліан Йосипович

### РСЧА
- Українська радянська армія — В. А. Антонов-Овсієнко
- 1-а Українська радянська дивізія — І. С. Локатош
- 2-а Українська радянська дивізія — Н. П. Бобирєв, з 10 січня 1919 А. Н. Ленговскій
- 9-та стрілецька дивізія — М. В. Молкочанов